# Bashar Abdullah
Bashar Abdullah (né le  12 octobre 1977) est le plus grand footballeur du Koweït de tous les temps[réf. nécessaire]. 
Il remporta avec la sélection la Coupe du Golfe en 2003, il atteindra les demi-finales de la Coupe d'Asie des Nations en 1996 et termina finaliste des Jeux Olympiques Asiatiques. 
Il a obtenu avec l'équipe du Koweït le record national de 134 sélections pour 75 buts.